# 角頭歩戦法
| 9  | 8  | 7  | 6  | 5  | 4  | 3  | 2  | 1  |    |
| 香 | 桂 | 銀 | 金 | 王 | 金 |    | 桂 | 香 | 一 |
|    | 飛 |    |    |    |    | 銀 | 角 |    | 二 |
| 歩 | 歩 | 歩 | 歩 | 歩 | 歩 | 歩 |    | 歩 | 三 |
|    |    |    |    |    |    |    | 歩 |    | 四 |
|    |    |    |    |    |    |    |    |    | 五 |
|    |    | 歩 |    |    |    |    |    |    | 六 |
| 歩 | 歩 |    | 歩 | 歩 | 歩 | 歩 | 歩 | 歩 | 七 |
|    | 角 |    |    |    |    |    | 飛 |    | 八 |
| 香 | 桂 | 銀 | 金 | 玉 | 金 | 銀 | 桂 | 香 | 九 |

角頭歩戦法（かくとうふせんぽう）は将棋における振り飛車系の奇襲戦法。序盤早々先手であれば▲8六歩を、後手番であれば△2四歩を突く。基本先手番での戦法とされるが、後手番でも行うことが可能。
角頭歩突きの第1号局、棋戦で角頭の歩を突いた将棋がこの世に初めて誕生したのは、坂田三吉（のち贈名人・王将）が大崎熊雄(当時八段、のち贈九段)との左香落戦で用いたのがその第1号とされる。指手は初手△3二銀で、以下▲7六歩△2四歩で、この一戦は惜しくも坂田が敗れた。が、当時の棋界では「古今第一の奇手」と称して、坂田の角頭歩突きは驚倒しつつ絶賛された。
二人目は米長邦雄で四段時代に先手番で2局指している。
先(勝)米長四段(現九段)対西村一義四段(段位は当時)戦（棋聖戦・サンケイ棋戦、昭和三十九年五月八日）では、▲7六歩△3四歩▲9六歩△1四歩▲8六歩とした。先米長四段対(勝)木村義徳四段(段位は当時)戦（東西対抗勝継ぎ戦・大阪棋戦、昭和三十九年五月二十七日）では、▲7六歩△3四歩▲8六歩としている。
坂田の第1号局は香落戦で、米長の第2号局と3号局は平手戦であり、米長は史上初めて平手戦で角頭の歩を突いたことになる。米長流は第2号局で勝ったが、第3号局で敗れ、結局一勝一敗に終った。

## 分岐
初手▲7六歩で、△3四歩に対して▲8六歩と突く。もし後手が次に△8四歩としてくれば、▲2二角成△同銀と角を交換して▲7七桂とする（第1図）。以下先手は8八銀、8七銀から角換わり風にしてもいいが、7八金や6六歩から振り飛車を目指す。
| 9  | 8  | 7  | 6  | 5  | 4  | 3  | 2  | 1  |    |
| 香 | 桂 | 銀 | 金 | 王 | 金 |    | 桂 | 香 | 一 |
|    | 飛 |    |    |    |    |    | 銀 |    | 二 |
| 歩 |    | 歩 | 歩 | 歩 | 歩 |    | 歩 | 歩 | 三 |
|    | 歩 |    |    |    |    | 歩 |    |    | 四 |
|    |    |    |    |    |    |    |    |    | 五 |
|    | 歩 | 歩 |    |    |    |    |    |    | 六 |
| 歩 |    | 桂 | 歩 | 歩 | 歩 | 歩 | 歩 | 歩 | 七 |
|    |    |    |    |    |    |    | 飛 |    | 八 |
| 香 |    | 銀 | 金 | 玉 | 金 | 銀 | 桂 | 香 | 九 |

| 9  | 8  | 7  | 6  | 5  | 4  | 3  | 2  | 1  |    |
| 香 | 桂 | 銀 | 金 | 王 | 金 |    | 桂 | 香 | 一 |
|    | 飛 |    |    |    |    |    | 銀 |    | 二 |
| 歩 |    | 歩 | 歩 | 歩 | 歩 |    | 歩 | 歩 | 三 |
|    | 歩 |    |    |    |    | 歩 |    |    | 四 |
|    |    |    | 角 |    |    |    |    |    | 五 |
|    | 歩 | 歩 |    |    |    |    |    |    | 六 |
| 歩 | 角 | 桂 | 歩 | 歩 | 歩 | 歩 | 歩 | 歩 | 七 |
|    |    |    |    |    |    |    | 飛 |    | 八 |
| 香 |    | 銀 | 金 | 玉 | 金 | 銀 | 桂 | 香 | 九 |

第1図から△8七角と8筋の隙間に角を打って馬を作りにいく手は成立しない。△8七角には▲6五角と打ち（第2図）、7六歩にひもをつけつつ4三角成を狙う。△5二金左として角成を受ければ▲7八銀で角を取りにいく。
以下、単に△同角成▲同金では角銀交換の駒得で先手有利。
△6四歩として角を取りに来た場合、▲8七銀△6五歩と角を取り合った後で7八金、6八飛車から6五歩の伸びすぎをとがめても先手は互角であるが、▲4三角成と成りこむ手がある（第3図）。
▲4三角成に△同金は▲8七銀として一歩得と陣形の差で先手有利（第4図）。
▲4三角成に△7八角成は▲5二馬と金を取りつつ先に王手をかけられるため後手は△同金（あるいは△同玉）と応ぜざるをえず、▲7八金と手を戻してやはり一歩得、陣形の差で先手有利（第5図）。
| 9  | 8  | 7  | 6  | 5  | 4  | 3  | 2  | 1  |    |
| 香 | 桂 | 銀 |    | 王 | 金 |    | 桂 | 香 | 一 |
|    | 飛 |    |    | 金 |    |    | 銀 |    | 二 |
| 歩 |    | 歩 |    | 歩 | 馬 |    | 歩 | 歩 | 三 |
|    | 歩 |    | 歩 |    |    | 歩 |    |    | 四 |
|    |    |    |    |    |    |    |    |    | 五 |
|    | 歩 | 歩 |    |    |    |    |    |    | 六 |
| 歩 | 角 | 桂 | 歩 | 歩 | 歩 | 歩 | 歩 | 歩 | 七 |
|    |    | 銀 |    |    |    |    | 飛 |    | 八 |
| 香 |    |    | 金 | 玉 | 金 | 銀 | 桂 | 香 | 九 |

| 9  | 8  | 7  | 6  | 5  | 4  | 3  | 2  | 1  |    |
| 香 | 桂 | 銀 |    | 王 | 金 |    | 桂 | 香 | 一 |
|    | 飛 |    |    |    |    |    | 銀 |    | 二 |
| 歩 |    | 歩 |    | 歩 | 金 |    | 歩 | 歩 | 三 |
|    | 歩 |    | 歩 |    |    | 歩 |    |    | 四 |
|    |    |    |    |    |    |    |    |    | 五 |
|    | 歩 | 歩 |    |    |    |    |    |    | 六 |
| 歩 | 銀 | 桂 | 歩 | 歩 | 歩 | 歩 | 歩 | 歩 | 七 |
|    |    |    |    |    |    |    | 飛 |    | 八 |
| 香 |    |    | 金 | 玉 | 金 | 銀 | 桂 | 香 | 九 |

| 9  | 8  | 7  | 6  | 5  | 4  | 3  | 2  | 1  |    |
| 香 | 桂 | 銀 |    | 王 |    |    | 桂 | 香 | 一 |
|    | 飛 |    |    | 金 |    |    | 銀 |    | 二 |
| 歩 |    | 歩 |    | 歩 |    |    | 歩 | 歩 | 三 |
|    | 歩 |    | 歩 |    |    | 歩 |    |    | 四 |
|    |    |    |    |    |    |    |    |    | 五 |
|    | 歩 | 歩 |    |    |    |    |    |    | 六 |
| 歩 |    | 桂 | 歩 | 歩 | 歩 | 歩 | 歩 | 歩 | 七 |
|    |    | 金 |    |    |    |    | 飛 |    | 八 |
| 香 |    |    |    | 玉 | 金 | 銀 | 桂 | 香 | 九 |

米長邦雄は1975年（1974年度）の第24期王将戦第一局で角頭歩戦法を採用したが、後手の中原誠王将は四手目に△4四歩として奇襲は不発に終わった。
角道を止められた場合は▲6六角と上がり向かい飛車に移行する。特に振り飛車党で、用心深い指し手なら何となく相手の得意戦法を警戒し、4手目に△4四歩と角交換を避けることが多い。▲6六角以下は△6二銀▲8八飛△7四歩▲8五歩△7三銀▲7七桂△4二飛▲4八玉△7二金▲6五桂が進行の一例。途中の▲4八玉を省いていきなり▲6五桂と跳ねるのは△6四銀▲8四歩△6五銀▲8三歩成△6六銀▲同歩△7七角の王手飛車がある。
以下△6二銀▲8四歩△同歩▲同角△8三歩ならば、▲5三桂成△8四歩▲4二成桂△同金▲8四飛で、△8三桂もしくは△9二角▲8二飛打△同金▲同飛成が予想される。
△6四銀ならば▲8四歩△同歩▲同角△6一玉▲5一角成△同金で▲8一飛成が一例。
以下△7一金なら▲9一龍（▲9二龍は△6五銀）△8二角▲同龍△同金（△同飛は▲4三角）▲5六香△5二金▲8六角△7五歩▲同角△同銀▲5三桂成などが知られる。
途中、△8四同歩に対して▲8四同角ではなく、▲8四同飛では△8三歩▲7四飛△7三桂▲5五角△4五歩▲7三角成△同銀▲同桂成△4六歩▲同歩△6五角となる。△6一玉で△5二玉とかわしは、▲8三歩△6五銀▲8二歩成△同金▲6二角成△同玉▲8二飛成がある。▲5一角成に△5一同玉は▲8一飛成△6二玉▲8三歩△6五銀▲8二歩成。また△5二金で△6二金▲8六角△7五歩には▲7四桂がある。
なお、対四手目△4四歩の応用で、▲7六歩△3四歩▲2六歩に後手番で4手目に△4四角と上がる指し方は、▲6六歩なら△2四歩▲2五歩△同歩▲同飛△2二飛の向かい飛車に移行するが、▲同角の場合に△同歩▲4三角△3三桂（△3二飛もある）▲3四角成△4五桂で、先手の飛車の横利きが止まれば△5五角と打つ手が見えているので、以下先手は▲4八金としておき、以下△5五角ならば▲9八香△9九角成▲7八銀△9八馬▲4六歩△3二香▲4四馬△3七桂成▲同桂△3六歩▲3三歩が進行例となる。途中は▲4八金では▲4八銀もあるが、▲3五馬は△5五角▲8八銀△3七桂成である。

## 後手角頭歩
初手▲7六歩 △3四歩 ▲2六歩 に対して、△2四歩と突くのが後手角頭歩である。先手は飛車先を交換するために突いているので、▲2五歩と突くのが自然であるが、これには △同歩 ▲同飛 △8八角成 ▲同銀 △3三桂 と跳ねる（第6図）。
| △持駒 角歩\| 9 \| 8 \| 7 \| 6 \| 5 \| 4 \| 3 \| 2 \| 1 \| \| \| 香 \| 桂 \| 銀 \| 金 \| 王 \| 金 \| 銀 \| \| 香 \| 一 \| \| \| 飛 \| \| \| \| \| \| \| \| 二 \| \| 歩 \| 歩 \| 歩 \| 歩 \| 歩 \| 歩 \| 桂 \| \| 歩 \| 三 \| \| \| \| \| \| \| \| 歩 \| \| \| 四 \| \| \| \| \| \| \| \| \| 飛 \| \| 五 \| \| \| \| 歩 \| \| \| \| \| \| \| 六 \| \| 歩 \| 歩 \| \| 歩 \| 歩 \| 歩 \| 歩 \| \| 歩 \| 七 \| \| \| 銀 \| \| \| \| \| \| \| \| 八 \| \| 香 \| 桂 \| \| 金 \| 玉 \| 金 \| 銀 \| 桂 \| 香 \| 九 \|▲持駒 角歩 第6図 △3三桂まで |    |    |    |    |    |    |    |    |    |
| 9 | 8  | 7  | 6  | 5  | 4  | 3  | 2  | 1  |    |
| 香 | 桂 | 銀 | 金 | 王 | 金 | 銀 |    | 香 | 一 |
| | 飛 |    |    |    |    |    |    |    | 二 |
| 歩 | 歩 | 歩 | 歩 | 歩 | 歩 | 桂 |    | 歩 | 三 |
| |    |    |    |    |    | 歩 |    |    | 四 |
| |    |    |    |    |    |    | 飛 |    | 五 |
| |    | 歩 |    |    |    |    |    |    | 六 |
| 歩 | 歩 |    | 歩 | 歩 | 歩 | 歩 |    | 歩 | 七 |
| | 銀 |    |    |    |    |    |    |    | 八 |
| 香 | 桂 |    | 金 | 玉 | 金 | 銀 | 桂 | 香 | 九 |

先手は▲2一飛成か▲2三飛成が自然で、▲2一飛成の場合、△2二飛（12手目）とぶつける。これには▲同竜が最善であるが、もし▲1一竜と取った場合、△2九飛成 ▲1八角 △同竜 ▲同香 △4五桂が絶好で、先手は次の△5七桂不成と△4四角を同時に受けることが出来ない。飛車に紐をつけつつ2枚替えを狙った▲2一飛も冷静に△3二銀と躱しておいて後手が指しやすい局面になる。
12手目の△2二飛に▲同竜と取った場合に△同銀と取った時点で、後手が桂馬を跳ねる1手得をしている。以下、▲2三歩 △同銀 ▲2一飛 △3二銀 ▲1一飛成 △2三飛 と進む。先手は歩切れなので、▲3八銀の一手に△2八飛成と進み、後手は△1九竜、△4五桂、△4四角、△8四歩など指す手が多く、優勢となる。
第6図以下、▲2三飛成の場合でも、やはり△2二飛とぶつけ、▲3四竜と逃げるのは△4五角 ▲3五竜 △6七角成である。また▲同竜は先述の変化と同じなので、△2二飛には▲2四歩が工夫の一手で、以下△2三飛 ▲同歩成 △4五桂 ▲4八金 △6二玉と進み、先手は歩切れが解消出来ず、後手が指しやすい局面となる。
2016年9月・王位戦松本佳介対田中悠一でも同様の将棋があったが、△4五桂から▲2五飛△3五角に▲2四角△同角までの手で何か誤算があったのか、わずか20手で先手が投了している。
▲2四歩 に △3二金 もあり、以下 ▲2二竜 △同銀 ▲2三角 には △3一金 （△2三同銀は ▲同歩成 △同金 ▲2一飛 △4一角 ▲3二銀）▲3四角成 △4五角 で、▲同馬 なら △同桂 ▲2三歩成 △同銀 ▲3五飛 △2二角 に、▲7七角 ならば △4四歩、で次に △5七桂不成 と △2七飛 の狙いが残る。一方で ▲7九角 ならば △4四歩 ▲4六歩 △2六飛 ▲2八歩 △4六飛 であるが、▲4三馬 ならば、△5二金 ▲4四馬 △6七角成 ▲7七桂△6四飛 で馬がどこに逃げても △4九飛成 から △6九飛成、他 ▲4五飛 ならば △8八角成、▲5八玉 ならば △2七飛 ▲2八歩 △2四飛成 ▲1五角 △同竜 ▲同飛 △5七桂成 ▲同玉 △2四角である。
第6図以下、成らずに▲2八飛と引いた場合、△2七歩 ▲同飛 △4五角 ▲2一飛成 △6七角成 ▲7九金 △2二飛 とやはり飛車をぶつける。先述の変化に加え、馬も出来ているので後手有利。
したがって、先手は飛車先交換をせずに▲6八玉や▲7八金と守っておくのが最善だとされていた。△8八角成 ▲同銀 △3三桂 に対しては ▲2三角 と打ち込まれてしまい、6七の歩を守っているために△4五角の返しが効かなくなる。しかし、2016年度第75期B級2組順位戦2回戦、田村康介対鈴木大介の一戦で、後手の鈴木が▲6八玉に対して、△5四歩と突く新手を見せた。その後、向かい飛車に構えて後手の主張が通った（結果は鈴木勝利）。しかし、プロ間での実践例が少ないために、研究があまり進んでいないのが現状である。
2017年度第76期C級2組順位戦10回戦、増田康宏対神谷広志の一戦でも上記と同様の将棋があった。千日手指し直しが起こり、後手となった神谷は△5四歩から向かい飛車に構えた。縺れた終盤で先手玉に即詰みが生じ、後手勝ちであったのだが、神谷はそれに気付かず投了してしまった。
対談：瀬川晶司六段×今泉健司四段「B級戦法は こんなに楽し」（『将棋世界Special　将棋戦法事典100＋』（将棋世界編集部編、マイナビ出版）所収）でも△5四歩はなかなか優秀で、以下は角交換振り飛車のような将棋になるので今後増える可能性はあるかもしれないとしている。また角頭歩をやられたら自分らは▲2五歩を突いてみたいとし、2三のと金が働き出したらまずいから、後手も忙しいはずだとしている。
『トップ棋士頭脳勝負』では、▲7六歩△3四歩▲6六歩に後手が△2四歩とした局面を題材に読みを展開している。同書で取り上げるまでに実際に棋戦で2局指されており、後手側を持ったのは田村康介と近藤正和で、田村は敗戦した一方で近藤は持将棋となっている。ところが同書では渡辺明も 佐藤康光も、▲2六歩は6六歩を突いてしまっているので突きづらいとし、以下△4四角や△3三角に▲2五歩以下は前述の進行であるので、結局は▲7七角△3三角で相振り飛車になるのが妥当かつ自然としている。先手は6六歩を突いてしまうと、▲2六歩から▲2五歩は先手が損、なので先手は2五歩と突けないとしている。谷川浩司も、したがって、過剰に反応してもいいことがないので▲2六歩△3三角▲4八銀△2二飛で一局、もしくは▲4八銀△3三角▲6八玉△2二飛▲2六歩と普通に駒組するとしている。久保利明も、▲2六歩は特段後手が不利にはならない、相振り飛車ならばここで△3五歩や△3三角が多いが、△2四歩もそれらの手と同価値だとしている。広瀬章人は、▲2五歩が突けないとなると、最初から▲2六歩がどうかということになる、よって▲4八銀△3三角▲5六歩△2二飛▲2六歩で局面を収めるようにするとしている。

### 榎本流
米長の次に角頭の歩を突いた戦法を用いたのが榎本というアマチュア棋士が後手番で用いたもので、加藤治郎他『将棋戦法大事典』（大修館書店、1985年）によると、▲7六歩に△2四歩と、榎本流なら4手目の△2四歩を2手目に早めていることが判明する。なぜならこのあと先手が▲2六歩なら、後手は△3四歩。この局面は前掲とすっかり同じとなるからである。
これについては、この戦法が他流試合には格好の心理戦法の側面があり（後述）、2手目と4手目の角頭の歩突きでは、どちらがより大きく相手の感情を動かすかということを示している。
角頭の歩を突く時期は、坂田は初手から数えて3手目。米長流も早くて3手目。初手から数えてわずか3手目か4手目に、いきなり奇手が現われているが、先手での角頭歩は、榎本流のように相手が角道をあけてないことで角交換が不能なため、仮に、阪田流向かい飛車（坂田流向かい飛車）で1手目に上手△2四歩なら、下手に▲2六歩と突かれてたちまち不利になるし、米長流も初手▲8六歩では後手に△8四歩と突かれて、同様に形勢を悪化させてしまう。いくら早い方が相手を驚かすからといっても、先手でいきなり初手角頭の歩を突くことはできない。
加藤が榎本流角頭歩突き戦法の存在を知ったのが1967（昭和42）年の正月で、これを当時の将棋連盟の機関誌「将棋世界」同年の九月号、同十月号に発表する。これは同年八月の末、元祖である榎本から手紙を頂いて本人からの解説を掲載した。榎本によると、「阪田流、角頭歩突き戦法は香落で角道をあけると角の素抜きにあうため仕方なく指した手ですが、私の場合は相手を有利と楽観させてのち、一挙に終盤戦に持ってゆく烈しいねらいを秘めている積極戦法なのです」「序盤戦で二手目に△2四歩と突かれ、相手がこれに向ってこないようでは、おそれていると笑われてもしかたがないのです。△2四歩と突くときは考えては効果がありません。△2四歩としてから相手の表情をそれとなく観察すると、眼は二倍ぐらい開かれ首をひねり、気味悪そうに考えています。なかには突き違えたのだろうと、△2四歩をわざわざ△3四歩と直してくれる親切な人もいたくらいで、序盤の間合いのとり方には大変苦労するのです。」とし、間合いをはかる、相手の表情で心の動きをキャッチするなど、心理戦手法まで解説。また手紙で解説されるまで、榎本流の手順も▲7六歩△3四歩▲2六歩△2四歩のように、角頭の歩突きを四手目と考えていたが、榎本の手紙の解説によって、角頭歩突きは▲7六歩△2四歩と二手目と判明する。正確には先手が初手に▲7六歩と角道をあけた場合は、後手(榎本流)は二手目に△2四歩と突く、先手が初手に▲2六歩と飛先の歩を突いた場合に、後手は一応△3四歩とし、先手の▲7六歩を待って四手目にはじめて△2四歩と突く、である。
また榎本は「先手が意を決して▲2六歩と指してきたら、次の手をすぐに指してはいけません。早く指すと返って警戒されてダメです。いかにも困ったような渋い顔をして1分ぐらい考える振りをしなければ効果がでません。△3四歩▲2五歩△同歩▲同飛と進んだとき、少し時間をかけなければならないのです。なぜなら時間をかけるほど、相手の表情がゆるんでくるからです。その顔も△8八角成▲同銀△3三桂と進むと多少は締まります。が、そのうち、と金ができることがわかるので、それほどには締まらないのです。」と、時間の使い方、渋い顔の演技、相手の表情の観察など、心盤両面の秘技も公開している。
榎本氏が文中で「と金ができるので」と指摘したのは、▲2一飛成△2二飛▲同竜△同銀、もしくは▲2三飛成△2二飛▲2四歩△2三飛▲同歩成△4五桂の局面である。
またこの戦法で榎本は随分と戦ったようであるが、△同銀の局面にはほとんどならないという。「それは先手の有利さが大方消えてなくなる感じがするためでないかと思います。で、大体は△4五桂と跳ねる局面へと進みます。初手から数えてわずかに十六手目ですが、これからはもう終盤戦です。後手はと金を作られていますが、先手の居玉と歩切れが傷手で、後手の攻めやすい局面です。」
ほかに、1五角と攻めてくる場合もあるが、これは以下▲1五角△4四角▲7七銀△1四歩▲2四角△2二飛となり、「先手が不利になります。」
そして榎本は「形勢混沌としていますが、私のもっとも好きな局面でほとんど勝っています。先手が一番ひっかかり易いのは早逃げの▲6八玉です」以下▲6八玉△2五飛▲2四飛△5七桂成▲同玉△3五角。▲4八玉なら△2四角▲同と△2九飛成。▲4六角なら△2四角▲同角△6二玉。で両方とも後手がたしかに優勢になることになる。さらに「▲6八玉のほかに、▲3三角や▲2一飛と攻めてくる人もあります。が、いずれの場合も△6二玉と上がって、後手がほとんど必勝となります。いままでの経験では、両局面以下三十手ないし五十手ぐらいの短手数で勝負が決まっています」という。
榎本は将棋世界掲載年の五月中旬に日本将棋連盟の道場で、プロ棋士に香落で試みてみたという。また加藤はこの榎本流超珍戦法の存在を教えられてからしばらくして大内延介に本戦法を示したところ、大内は「実は数年前、真剣にこの戦法を研究したことがあるのです」と告白した。同時に、いろいろな変化を逆に示したという。

## その他
- 加藤が『将棋世界』に掲載した年の八月十六日、東京大手町の産経会館で行なわれた山田道美新棋聖の就位式に出席した際、突然、角頭歩のことで丸田祐三から声をかけられたという。丸田によると同月六日に千葉県の銚子市で読売新聞社主催の関東アマ名人戦の千葉県東総地区代表決定戦が催された際に、地元の吉田六彦とともに審判役として同会に出席した会場で選手の一人が角頭歩突きの珍戦法で戦っていて、丸田はそれを見てびっくりしたが、帰京後に『将棋世界』九月号に加藤が同じ角頭歩突きの榎本流超珍戦法を書いてあるのを見て二度びっくりして、掲載を勧めたという[3]。丸田によると「▲7六歩△3四歩のとき▲8六歩と角頭の歩を突くのですよ。そこまでは米長流と全く同じ形です。が、そのあとが変っています。」米長流だと▲7七角のところは▲2二角成△同銀▲7七桂であるが、その選手は△8四歩に▲7七角とあがるという。指し手は河原木信治という名で、当日の関東アマ名人戦東総地区代表者決定戦では第3位となっていたという[4]。
- つのだじろうによる初の本格将棋漫画『5五の龍』では、中学生名人戦に出場した主人公が、強豪相手に角頭歩戦法を指し、中盤まで優勢に持ち込むシーンがあり、この過程で（このエピソード一つに限らず、ほとんどの対局シーンでだが）角頭歩戦法の詳しい解説が行われている。劇中では参考文献として米長邦雄の棋書『角頭歩戦法』が紹介され、「スバラシイ本」と称している。

## 参考書籍
- 将棋奇襲〈1〉角頭歩戦法  米長邦雄 山海堂 ISBN 978-4381000217
- 米長の将棋〈6〉奇襲戦法 米長邦雄 平凡社 ISBN 978-4839914882
- MYCOM将棋文庫DX 米長の将棋 6 米長邦雄 毎日コミュニケーションズ ISBN 978-4839914882 （上書の文庫版）
- 超攻撃的振り飛車 新生・角頭歩戦法(マイナビ将棋BOOKS)